# Функція процесу
Фу́нкція проце́су (англ. process function) або фу́нкція шля́ху — термодинамічна функція, що залежить від історії системи (виду термодинамічного процесу). Значення функції процесу залежить від способу, яким ця зміна була зреалізована. Прикладами функції шляху є кількість теплоти і робота.

Діаграма p-V ізобаричного процесу:
1-2 ізобаричне розширення;
1-3 ізобаричне стиснення.
Поля сірого кольору відповідають роботі, виконаній газом при стисканні чи розширенні

Для нескінченно малих змін у функціях процесів математичний вираз записується як неповний диференціал, а для скінчених процесів, як інтеграл від диференціала по шляху зміни процесу.
{\displaystyle \delta F\ =X\mathrm {d} x\,}
{\displaystyle F_{C}=\int _{C}X\,\mathrm {d} x}
де: F — функція процесу;
X — інтенсивна величина;
C — шлях інтегрування.
Відповідно до геометричної інтерпретації інтеграла, функція процесу у термодинаміці буде відповідати площі поля під лінією термодинамічного процесу у відповідних системах координат на термодинамічній діаграмі:
- робота, пов'язана зі зміною об'єму відповідає площі поля під лінією процесу у системі координат залежності тиску від об'єму p(V);
- теплота відповідає площі поля під лінією процесу у системі координат залежності температури від ентропії T(s).

Наприклад, робота при об'ємному розширенні дорівнює добутку тиску на зміну об'єму:
{\displaystyle \delta W\ =p\mathrm {d} V\,}
{\displaystyle W_{C}=-\int _{C}p\,\mathrm {d} V}
де: W — робота виконана у системі, (δW — неповний диференціал);
p — зовнішній тиск;
V — об'єм системи;
C — шлях інтегрування.